# أكاديمية ثورب
أكاديمية ثورب هي أكاديمية ثانوية كبيرة تستقبل الطلاب من عمر 11 سنة إلى 18 سنة. تأسست الأكاديمية في القرن التاسع عشر على يد تشارلز ثورب الذي أسس جامعة درم.
الموقع الذي تقف عليه أكاديمية ثورب الآن هو موقع المدرسة الأصلية التي أنشأها تشارلز ثورب. في أوائل عام 2010 دمج مجلس بلدة غيتسهيد، مدرسة رايتون الشاملة (موقع أكاديمية ثورب الحالي) ومدرسة هوكيرجيت في بلدة هاي سبين. مع اندماج المدرستين، تم تغيير اسم المدرسة إلى مدرسة تشارلز ثورب الشاملة. كما تم تحويل المدرسة لاحقًا إلى أكاديمية برعاية صندوق التعليم الشمالي وتمت إعادة تسميتها باسم أكاديمية ثورب.
أظهرت الأكاديمية نجاحًا أكاديميًا مستمرًا وحققت في عام 2019 درجة تقدم والتي كانت في أفضل 10٪ من المدارس في مقاطعة تان ووير، وأعلى 11٪ من المدارس في شمال شرق إنجلترا.
كما أظهرت المدرسة التميز الأكاديمي في عدد من المجالات الدراسية مع التقدم الذي أحرزه الطلاب في الرياضيات وعلوم الكمبيوتر في أعلى 10٪ على المستوى الوطني. تُصنف النسبة المئوية للطلاب الذين يحصلون على أعلى نسبة في اللغة الإنجليزية والرياضيات، في أفضل 25٪ من مدارس إنجلترا. تمتلك الأكاديمية أكبر منطقة تجمع في بلدة غيتسهيد ولديها 10 مدارس ابتدائية أساسية.

## حرم الأكاديمية
تمت إعادة بناء الأكاديمية بين عامي 2016 و2019 من قبل السير روبرت ماك ألبين كجزء من مخطط بناء المدارس ذات الأولوية التابع لوزارة التعليم. تتكون الأكاديمية من ثلاث كتل رئيسية مبنية حول رباعي الزوايا.

### بلوك ستيم
يقع هذا المبنى في الجزء الشمالي من موقع الأكاديمية ويضم قاعة طعام المدرسة الرئيسية بالإضافة إلى الأقسام التالية:
- قسم الرياضيات
- قسم العلوم
- قسم التصميم والتكنولوجيا

### بلوك لرس
يقع هذا المبنى في الجزء الجنوبي من موقع الأكاديمية ويضم قاعة المدرسة الرئيسية والاستقبال الرئيسي وجناح الإدارة العليا والمكتبة ودعم التعلم والدعم الرعوي بالإضافة إلى الأقسام التالية:
- قسم اللغة الإنجليزية
- قسم العلوم الإنسانية (التاريخ والجغرافيا والتعلم وعلم النفس وعلم الاجتماع)
- قسم اللغات الأجنبية الحديثة
- قسم علوم الحاسب والأعمال
- قسم الأداء (الدراما)

### الجناج الغربي
تم تشييد الجناح الغربي بعد اندماج المدرستين، ويضم مركز سكتيس فورم بالإضافة إلى الأقسام التالية:
- قسم الأداء (الموسيقى والتربية البدنية)
- قسم الفن

## الأكاديميات الثانوية الأخرى في صندوق التعليم الشمالي
| مدرسة                    | موقعك                       |
| ------------------------ | --------------------------- |
| أكاديمية NET Blyth       | وصلة=\|حدود بليث            |
| NET Walbottle Campus     | وصلة=\|حدود نيوكاسل         |
| أكاديمية نت ريد هاوس     | وصلة=\|حدود سندرلاند        |
| أكاديمية NET Dyke House  | وصلة=\|حدود هارتلبول        |
| أكاديمية نت مانور        | وصلة=\|حدود هارتلبول        |
| أكاديمية NET North Shore | وصلة=\|حدود ستوكتون أون تيز |
| أكاديمية NET Grangefield | وصلة=\|حدود ستوكتون أون تيز |
| أكاديمية NET Freebrough  | وصلة=\|حدود بروتون          |
| أكاديمية نت كيرك بالك    | وصلة=\|حدود بارنسلي         |
| أكاديمية NET Kearsley    | وصلة=\|حدود بولتون          |

## روابط خارجية
- الموقع الرسمي لأكاديمية ثورب